# Kursächsische Halbmeilensäule Altenberg

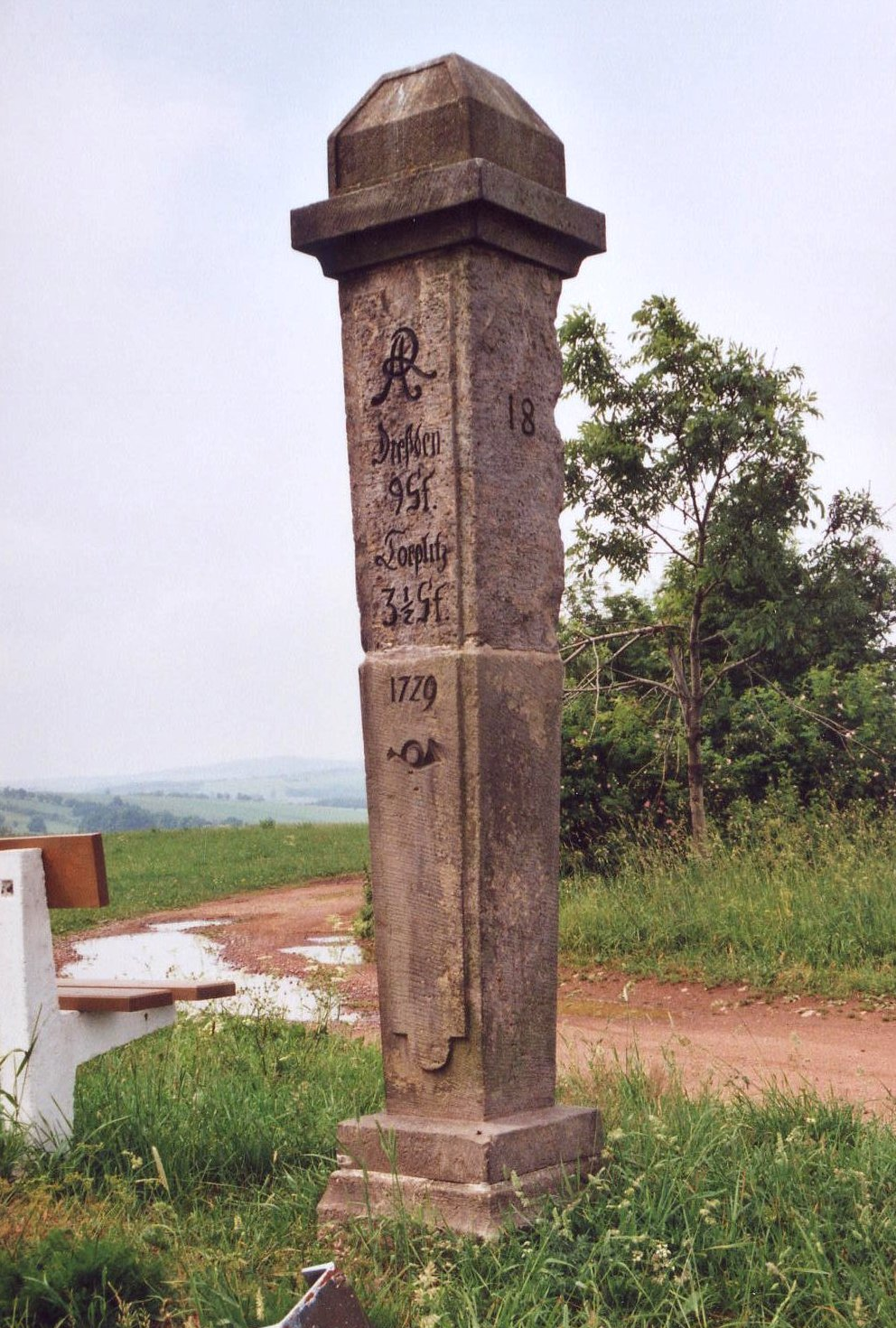
Halbmeilensäule beim Ortsteil Fürstenwalde der Stadt Altenberg

Die denkmalgeschützte kursächsische Halbmeilensäule Geising gehört zu den Postmeilensäulen, die im Auftrag des Kurfürsten Friedrich August I. von Sachsen durch den Land- und Grenzkommissar Adam Friedrich Zürner in der 1. Hälfte des 18. Jahrhunderts im Kurfürstentum Sachsen errichtet worden sind. Sie befindet sich an der Alten Dresden-Teplitzer Poststraße in der Nähe des Ortsteils Fürstenwalde der osterzgebirgischen Kleinstadt Altenberg im Landkreis Sächsische Schweiz-Osterzgebirge. 

## Geschichte
Die Halbmeilensäule trägt die Jahreszahl 1729 und die Inschriften Dreßden 9 St. sowie Toeplitz 3 1/2 St. sowie die Reihennummer 18. Sie besteht aus Elbsandstein. 1902 wird die Säule als zerfallen bezeichnet. 1967 erfolgte eine Ergänzung fehlender Stücke und die Wiederaufstellung der Säule am Originalstandort.